# Колісник Прокіп Миколайович
Прокіп Колісник (нар. 16 липня 1957, Поташня, Бершадський р-н, Вінницька область — 25 травня 2021, Пряшів, Словаччина) — академічний живописець, видатний художник України, педагог і письменник українського походження, жив, працював і творив у місті Пряшів.
Автор оригінальних художніх творів: фігуративних композицій, пейзажів, портретів, натюрмортів, ню … (живопис, графіка, графіка, скульптура).
Роботи Колісника знаходяться в музеях та колекціях України, Словаччини, Чехії, Польщі, Білорусі, Австрії, Румунії, Ізраїлю, Канади, США, Німеччини, Франції, Угорщини, Швейцарії та ін.
З 1999 по 2016 рік викладав живопис на кафедрі художньої освіти та мистецтва Пряшівського університету в Пряшові.

## Біографія
Прокіп Колісник народився 16 липня 1957 року в селі Поташня Вінницької області.
- 1976 р. — закінчив Одеське державне художнє училище за спеціальністю малюнок і живопис (1972–1976 роки навчання).
- 1976 р. — працював вчителем середньої школи села Кирнасівка Тульчинського району Вінницької області.

- 1987 р. — закінчив Київський державний художній інститут (сьогодні Національна академія мистецтв і архітектури) з відзнакою та золотою медаллю Академії мистецтв за спеціальністю «живопис» за кваліфікацією художник-живописець і педагог (1981–1987 роки навчання, професори В. І. Забашта, О. М. Лопухов).
- 1995 — закінчив літню мистецьку академію в Зальцбурзі, Австрія. Брав участь в інших мистецьких та наукових заходах, пленерах, симпозіумах, конференціях, проектах… (Україна, Австрія, Чехія, Словаччина).

- 1999–2016 викладав живопис на кафедрі художньої освіти та мистецтва Пряшівського університету в Пряшові (Словаччина).

Автор і куратор проекту «Поташня — чарунка Поділля», в рамках якого в Поташні створено Музей культури села та галерею Прокопа Колісника. З 2004 по 2013 роки тут проводилися різноманітні культурно-мистецькі заходи: пленери, виставки, зустрічі, концерти та ін. У 2013 році проект був представлений в Національному музеї Тараса Шевченка, а в 2010 році в Національному музеї літератури України в Києві. У рамках проекту підготовлено та опубліковано десятки статей та проспектів, а також видано публікацій. Будинок культури в Поташні став живим центром художньої культури краю.
Помер 25 травня 2021 року в Пряшові.

## Творчість

### Основні твори (живопис)
- Ідея свободи, 1987
- Життя (триптих) 1989
- Скорбота, 1989
- Степ (триптих), 1990
- Куб (триптих), 1990
- Чисниця, 1990
- НЛО (триптих), 1990–2007
- Повернення, 1991
- Храм, 1991
- Свято (триптих), 1991
- Легенда, 1993
- Соло для кобзи, 1993
- Антиномії, 1994
- Різдво, 1994
- Великий день, 1994
- Вознесіння, 1994
- Чаша, 1994
- Рік народження, 1995 рік
- Сім'я, (поліптих), 1995
- Аксіома (портрет матері), 2003
- Художник (триптих), 2004
- Дванадцять циклів (кожен із дванадцятьма образами): Буття, Містерії, Ecce homo, Аксіоми, Ікони, Тихе життя, Цілі долі, Преображення, Блаженство… з яких:
  - Ecce homo (поліптих, 12 номерів), 1997 — 2007 рр.
  - Майдан, 2005
  - Плащаниця, 2005
  - Благословення над Поташньою (триптих), 2006
  - Поташня (триптих), 2006
  - Пустеля самотності (триптих), 2007
  - Преображення (свята), (поліптих, 12) , 2007
  - Буття, (поліптих, 19), 2007
  - Майдан (триптих), 2007
  - Універсал (диптих), 2007
  - Людина з палітрою, (поліптих, 13), 2010 — 2013 рр.
  - Напруга — Майдан, (цикл творів, 16), 2013 — 2014 рр.
  - Проти — ставлення, серія робіт, 2014

### Книги
- Прокіп Колісник: Чисниця — каталог [фоторепродукції Ярослав Шуркала, Ладислав Цупер]. Пряшів: Приватпресс, 1995. ISBN 80-967053-3-4.
- Чисниця. Пряшів: Прокіп Колісник, 2001. ISBN 80-968597-4-9 .
- Побачте перса наодинці. Пряшів: липень, 2002. ISBN 80-968800-9-8.
- Прокіп Колісник: каталог [фоторепродукції Ладислава Цупера]. Братислава: Arpex, 2002.
- Tajemnycja rjadna — біографія: авторський каталог = Таємниця полотна — живопис: авторський каталог [електронний ресурс]. Пряшів: Пряшівський університет у Пряшові, 2007. ISBN 978-80-8068-708-3 . Доступний онлайн.
- Поташня — Подільська чарунка: мистецький проект [Пряшів]: Прокіп Колісник, 2009. ISBN 978-80-969748-5-6.
- Поташня — Подільська чарунка [електронний ресурс]. Пряшів: Пряшівський університет у Пряшові, 2009. ISBN 978-80-8068-997-1 . Доступний онлайн.
- В країні фарб (картина): авторський каталог [електронний ресурс]. Пряшів: Пряшівський університет у Пряшові, 2012. ISBN 978-80-555-0695-1. Доступний онлайн.
- Напруга (живопис): авторський каталог [електронний ресурс]. Пряшів: Пряшівський університет у Пряшові, 2014. -83 с. ISBN 978-80-555-1236-5 . Доступний онлайн.
- Чарівниця таємниць. Пряшів: Спілка українських письменників Словаччини, 2017. ISBN 978-80-971761-3-6.

### Ілюстрації до книг
- ГЕРАСИМ'ЮК, Василь. Дах і ліжко . Чернівці: Букрек, 2014. ISBN 978-966-399-358-4.
- ЯКАНІН, Іван. Задуха. Пряшів: Спілка українських письменників Словаччини, 2013. ISBN 978-80-970288-8-6.
- РИМАРУК, І. Божественный вітер . Чернівці: Букрек, 2012. ISBN 978-966-358-4.
- КОЛІСНИК, Олексій. Духовний саморозвиток української нації. Ужгород: ТІМПАНІ, 2012. ISBN 978-966-8904-78-3.
- АНТОНИЧ, Богдан Ігор. Елегія про співучі двері. Пряшів: ЗРУСР, 1997. ISBN 80-967748-8-4.
- БУНЧУК, Борис. Змітати сотника . Київ: Академія, 1997. ISBN 966-580-014-0.
- ГУДЕЦЬ, Іван. Байки та міфи давніх слов'ян . Пряшів: СПН, 1996. ISBN 80-88854-14-8.
- ЯКАНІН, Іван. Тіні та шрами. Пряшів: СПН, 1994. ISBN 80-08-00155-0.
- КРАЛИЦЬКИЙ, Анатолій. Князь Лаборець. Пряшів: ЗРУСР, 1993. ISBN 80-85137-06-2.
- БІСОВА, Єва. Корчма під гніздом лелеки. Пряшів: СПН, 1993. ISBN 80-08-02170-5.
- ОЛЖИЧ, Олег. Цитадель Духа. Пряшів: СПН, 1991. ISBN 80-08-01692-2.
- МАЛАНЮК, Євген. Земна Мадонна. Пряшів: СПН, 1991. ISBN 80-08-01693-0.
- КОЧЕМБА, Василь. З неба і землі. Пряшів: СПН, 1990. ISBN 80-80 01575-6.

## Виставки
З 1976 року Прокіп Колісник брав участь у всеукраїнських, міжнародних, колективних та групових виставках, представляв свої роботи на персональних виставках.

## Вагомі нагороди
- Заслужений художник України (2009)
- Номінація на здобуття Премії імені Т. Шевченка, Державної премії України (1997 та 2007).
- Золота медаль Академії мистецтв (Національна академія архітектури України) (1988)
- Премія Асоціації українських письменників Словаччини (2018)
- Премія Спілки українських письменників Словаччини (2007)
- Нагорода ректора Пряшівського університету в Пряшові (2005)
- Премія Факультету мистецтв Пряшівського університету в Пряшові (2013)
- Премія Національної спілки художників України (1989)

## Членство в асоціаціях
- НСХУ — Національна спілка художників України
- SVU — Словацька мистецька спілка
- АУП — Асоціація українських письменників
- ОУПС — Об'єднання українських письменників Словаччини